# Клотик

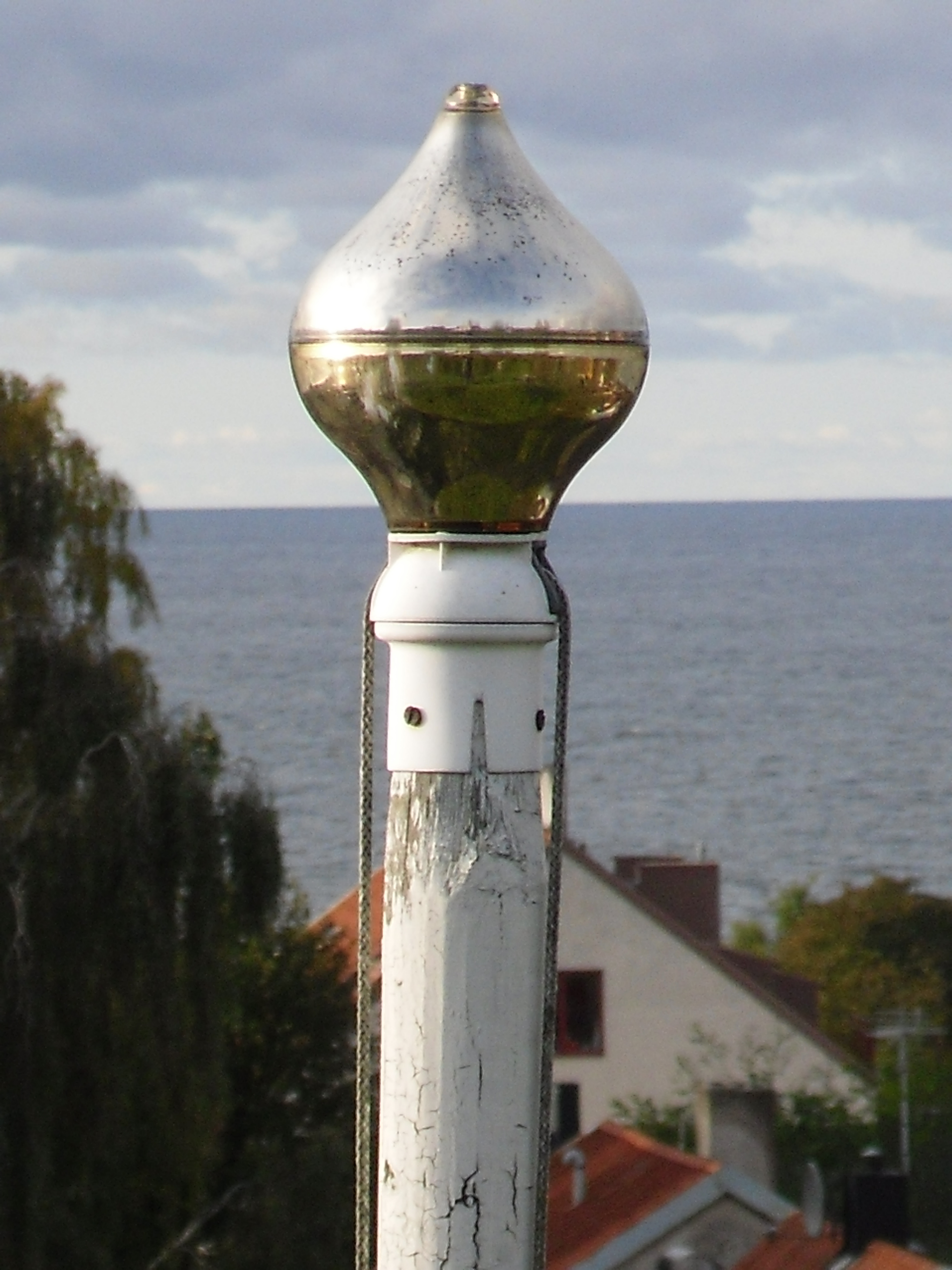
Клотик (или Клот) на флагштоке

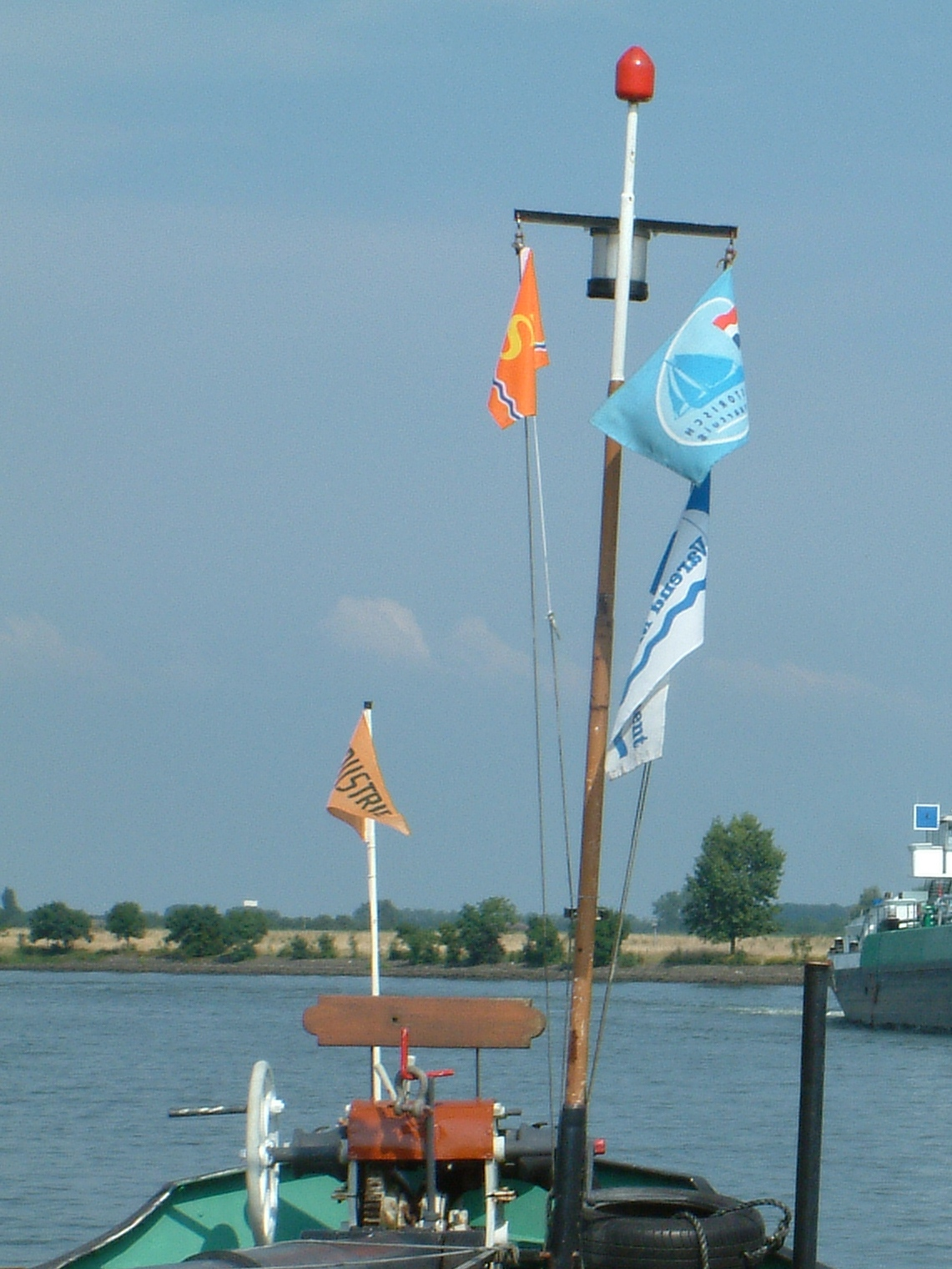
Клотик (или клот) на мачте с двумя шкивами для сигнальных флагов

Кло́тик уменьш. (клот, от нидерл. kloot — «шар, набалдашник») — точёный кружок (тарелка) или набалдашник (яблоко, шишка) закруглённой формы, с выступающими краями, надеваемый на топ (вершину) мачты (стеньги или брам-стеньги) или флагштока.

## История
Клотик (или клот) изготавливают из дерева или металла (иногда вделаны в него два шкива). Внутри клотика устанавливают ролики фалов для подъёма флага, гюйса, сигнальных флагов, фонаря и прочего. Но главное — клотик прикрывает торец мачты или флагштока от влаги. Клотик мачты (стеньги или брам-стеньги), обыкновенно снабжён двумя шкивами для сигнальных флагов.

## Устойчивые выражения
- «Выше клотика не лазить!»[5] (шутлив.)
- «От киля до клотика» — снизу доверху, от низшей точки корабля до высшей
- «Отправить на клотик чай пить» — излюбленная шутка над новичками-юнгами